# Kuća letećih bodeža
Kuća letećih bodeža je kineski wuxia film iz 2004. godine u režiji Zhanga Yimoua. Razlikuje se od drugih wuxia filmova u tome, što je veća pažnja posvećena ljubavnoj priči, nego borilačkim vještinama.
U filmu ima puno raskošnih scena. Korištenje jakih boja, potpis je redatelja Zhanga Yimoua, koji se prije ovoga filma proslavio filmovima "Tigar i zmaj" i "Heroj". Nekoliko scena u šumi bambusa u potpunosti ispunjavaju ekran sa zelenom bojom. Pred kraj filma, scene borbe događaju se prilikom mećave. Glumci krvavi od borbe uvelike se ističu na bijeloj snježnoj podlozi. Kostimi, rekviziti i ukrasi gotovo su u potpunosti preuzeti sa srednjovjekovnih kineskih slika, dodavajući autentičnost izgledu filma.

## Radnja
Za vrijeme vladavine kineske dinastije T'ang u 9. stoljeću, pobunjenici udruženi u tajnom društvu "Kuća letećih bodeža" bore se protiv pokvarene vlasti. Glavna im je odlika velika vještina borbe s letećim bodežima. Pripadnici carske vojske Jin i Leo nastoje razotkriti pobunjenike preko predivne slijepe plesačice Mei, za koju smatraju, da je kći ubijenog vođe Kuće letećih bodeža. Mlad i okretan Jin dobiva zadatak zavesti Mei i saznati, gdje su drugi članovi tajnog društva. Sebe uspoređuje s vjetrom (slobodan je, kreće se gdje hoće i ne ostavlja trag). Opasna igra zavođenja dovest će do neočekivanih obrata, skrivenih tajni i dramatičnog završetka. Jedna od glavnih tema filma je sukob između ljubavi i dužnosti. Film obiluje borilačkim prizorima, koji su na visokoj estetskoj razini. Kostimografija i scenografija vrlo su raskošne i vjerno dočaravaju Carsku Kinu.

## Glavne uloge
- Zhang Ziyi kao Mei
- Takeshi Kaneshiro kao Jin
- Andy Lau kao Leo
- Song Dandan kao Yee

## Nagrade
Film je osvojio brojne nagrade poput Europske filmske nagrade 2004. godine. Imao je nominaciju za Oscara 2005. u kategoriji najbolje fotografije, nominaciju za Zlatni globus 2005. u kategoriji najboljeg stranog filma, imao je i 9 nominacija BAFTE 2005. i bio je u službenoj selekciji filmskog festivala u Cannesu.